# Neocogniauxia
Neocogniauxia – rodzaj roślin z rodziny storczykowatych (Orchidaceae). Obejmuje 2 gatunki występujące w Ameryce Środkowej na Dominikanie i Jamajce.

## Systematyka
Rodzaj sklasyfikowany do podplemienia Pleurothallidinae w plemieniu Epidendreae, podrodzina epidendronowe (Epidendroideae), rodzina storczykowate (Orchidaceae), rząd szparagowce (Asparagales) w obrębie roślin jednoliściennych.
Wykaz gatunków
- Neocogniauxia hexaptera (Cogn.) Schltr.
- Neocogniauxia monophylla (Griseb.) Schltr.